# Grzędy (województwo dolnośląskie)
Grzędy (niem. Mittelkonradswaldau) – wieś w Polsce położona w województwie dolnośląskim, w powiecie wałbrzyskim, w gminie Czarny Bór, u podnóża Krzeszowskich Wzgórz w Kotlinie Kamiennogórskiej oraz Pasma Lesistej i Czarnego Lasu (Góry Kamienne) w Sudetach Środkowych.
Wieś wzmiankowana po raz pierwszy w 1305 r.

## Podział administracyjny
W latach 1975–1998 miejscowość administracyjnie należała do województwa wałbrzyskiego.

## Turystyka i rekreacja
W Grzędach znajduje się zalew rekreacyjny, położony u podnóża gór Małego i Dużego Dzikowca. Miejscowość przecina pieszy Główny Szlak Sudecki. Przez miejscowość przebiega również szlak rowerowy gminy Czarny Bór.

## Zabytki
Do wojewódzkiego rejestru zabytków wpisane są:
- kościół filialny pod wezwaniem św. Jadwigi, z XIII w., przebudowany na gotycki około 1550 r. oraz w XVII i XVIII w., remontowany w 1964 r. Prezbiterium nakryte jest sklepieniem krzyżowo-żebrowym, a we wnętrzu znajduje się rzeźbiony renesansowy ołtarz z drugiej połowy XVI w.
- zamek „Wojaczów” w ruinie, z XIV–XV wieku

inne:
- tujoklon, na cmentarzu obok kościoła rośnie unikat, być może w skali europejskiej, prawdziwy fenomen natury – tuja i klon o wspólnym pniu.